# حي شرق (سوهاج)
حي شرق، هو إحدى التقسيمات الداخلية لمدينة سوهاج في محافظة سوهاج، جمهورية مصر العربية.